# Wikipedia în ucraineană
Wikipedia în ucraineană (în ucraineană Українська Вікіпедія, transliterat: Ukraiinska Vikipediia) este versiunea în limba ucraineană a Wikipediei. În decembrie 2023 avea peste de 1.300.000 de articole și se afla pe locul 14 în topul Wikipediilor după numărul de articole.

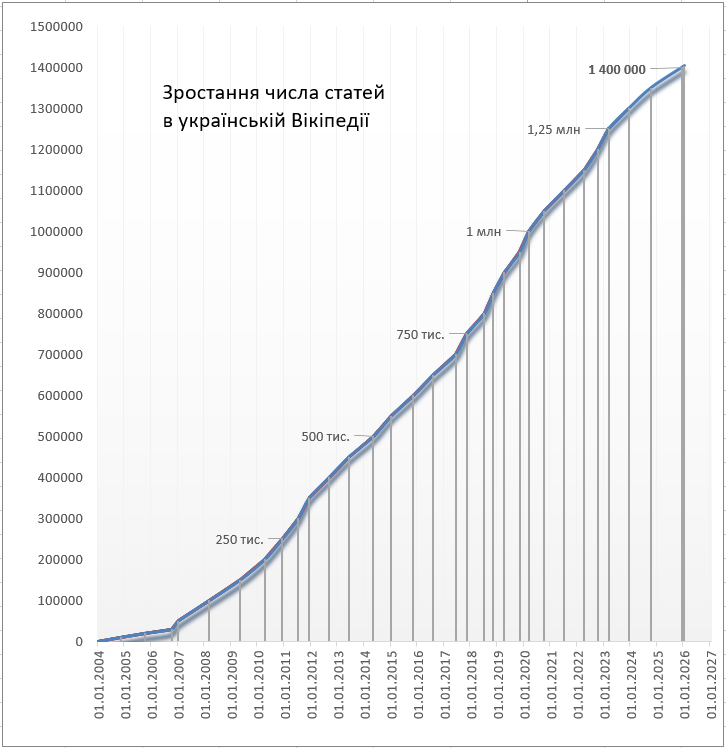
Diagrama creșterii numărului de articole în Wikipedia ucraineană